# Liste der ZDFkultur-Sendungen

Logo des Senders ZDFkultur

Die Liste der ZDFkultur-Sendungen ist eine bisher unvollständige Zusammenstellung von bis zuletzt ausgestrahlten und ehemaligen Formaten des ZDF-Digitalsenders ZDFkultur.

## Bis zuletzt ausgestrahlte Sendungen

### Eigenproduktionen

#### VonZDFkultur
- zdf.kulturpalast (seit 2011)
- On tape (seit 2011)
- On stage (seit 2011)
- Pixelmacher (seit 2011)
- zdf@bauhaus (seit 2011)
- Reim gewinnt (seit 2012)
- Götter wie wir (seit 2012)
- Bauerfeind 28:30 (seit 2012)
- Im Bett mit Paula (seit 2012)
- Poetry Slam (seit 2012)
- Number One! (seit 2012)
- London live (seit 2012)
- Berlin live (seit 2012)
- Aufnahmezustand (seit 2012)
- Close Up (Kinomagazin) (seit 2012)
- Delikatessen (Fernsehsendung) (seit 2012)
- Kopf der Woche (seit 2012)
- Olaf TV – Von Schubert zu Mensch (seit 2012)

Außerdem wurde regelmäßig von verschiedenen Festivals wie Hurricane, Glastonbury, Roskilde oder Wacken live berichtet.

#### VonZDF
- ZDF in concert (seit 2011)
- Aspekte (seit 2011)
- Kulturzeit (seit 2011)
- Konspirative Küchenkonzerte (seit 2011)
- Das kleine Fernsehspiel (seit 2011)
- heute-show (seit 2011)
- Pelzig hält sich (seit 2012)
- Neues aus der Anstalt (seit 2011)
- Der satirische Jahresrückblick im ZDF (seit 2012)

Verschiedene ZDF-Dokumentationen und Filme wurden ebenfalls gezeigt.

##### ZDFkult
Werktags wurden unter dem Motto ZDFkult während des Nachmittags, Vorabends und Montagabends ältere Sendungen und Serien aus dem ZDF-Archiv wiederholt:
- Dalli Dalli (seit 2011)
- ZDF-Hitparade (seit 2011)
- Die Pyramide (seit 2011)
- Die Versteckte Kamera (seit 2012)
- Der Bastian (seit 2012)
- Unsere Hagenbecks (seit 2012)
- Mit Leib und Seele (seit 2012)
- Rockpop (seit 2012)
- Chart Attack – Just the Best (seit 2012)
- Schlosshotel Orth (seit 2013)
- Forsthaus Falkenau (2014)
- Melodien für Millionen (seit 2015)
- Musik liegt in der Luft (seit 2015)
- Disco (seit 2011)
- Starparade (seit 2011)
- So ein Tag mit guten Freunden (seit 2016)
- Wetten das / Was für Spaß (2014)
- Das große Sommer-Hit-Festival (seit 2016)
- Superhitparade / Hit des Jahres (80er) (seit 2016)
- Showpalast (seit 2016)

### Fremdproduktionen
- Later with Jools Holland (seit 2011)
- TV Noir (seit 2011)

## Ehemalige Sendungen
- Ein Leben daneben (2011)
- Ijon Tichy: Raumpilot (2011)
- Die Welt von Vice (2011–2012)
- Der Marker (2011–2012)
- Roche & Böhmermann (2012)